# William George Fearnsides
William George Fearnsides (1879-1968) est un géologue britannique à l'Université de Cambridge. Il est président de la société géologique de Londres de 1943 à 1945.